# Colostygia fossaria
Colostygia fossaria là một loài bướm đêm trong họ Geometridae.